# Chimarra scopula
Chimarra scopula är en nattsländeart som beskrevs av Oliver S. Flint Jr. 1974. Chimarra scopula ingår i släktet Chimarra och familjen stengömmenattsländor. Inga underarter finns listade i Catalogue of Life.